# Massoud, l'Afghan
Pour les articles homonymes, voir Afghan et Massoud.
Pour plus de détails, voir Fiche technique et Distribution.
Massoud, l'Afghan est un documentaire français réalisé par Christophe de Ponfilly, sorti en 1998.

## Synopsis
Le film brosse le portrait du Commandant Massoud en filmant la lutte de ce dernier contre les talibans en 1997.

## Fiche technique
- Titre original : Massoud, l'Afghan
- Titre anglais : Massoud, the Afghan
- Réalisation : Christophe de Ponfilly
- Scénario : Christophe de Ponfilly
- Musique : Anita Vallejo
- Photographie : Christophe de Ponfilly
- Montage : Tatiana Andrews et Jean-François Giré
- Production : Thierry Garrel, pour Interscoop et La Sept-Arte
- Pays de production :  France
- Langues originales : français, pachto, anglais, russe
- Format : couleurs - mono
- Genre : documentaire
- Durée : 89 minutes
- Dates de sortie :
  - France : 2 octobre 1998 (première diffusion à la télévision, sur Arte)
  - États-Unis : 4 décembre 2002 (New York)

## Distribution
- Ahmad Shah Massoud : lui-même
- Christophe de Ponfilly : lui-même/interviewer/narrateur
- Merabuddine : lui-même/interprète

## Autour du film
- Il existe aussi un livre, réédité récemment en Folio par Gallimard  (ISBN 2070424685).
- Un coffret double DVD est aussi sorti aux éditions Montparnasse en 2004.
- Une bande dessinée du même nom est sortie le 3 novembre 2006 chez Casterman. Il s'agit du tome 4 de la série Rebelles, créé par Jean-François Charles, Maryse Charles et Frédéric Bihel. La BD devait être préfacée par Christophe de Ponfilly mais il n'a pu le faire avant sa mort.

## Distinctions
- FIGRA 1998 : Prix spécial du Jury, Prix Public Jeune et Prix Planète
- Festival dei popoli à Florence 1998 : Prix du Meilleur Documentaire
- Festival Mondial de Télévision 2000 à Tokyo : Prix spécial du Jury
- 18e festival du film Montagne et Aventures d'Autrans[Quand ?] : Grand Prix